# Ethelyn Gibson
Pour les articles homonymes, voir Gibson.
Ethelyn Gibson née à Belmont, en Ohio, le 8 mai 1897 et morte le 18 octobre 1972 à Barnesville, en Ohio est une actrice américaine du cinéma muet.

## Filmographie partielle
- 1917 : Cupid's Rival d'Arvid E. Gillstrom
- 1918 : He's in Again de Charley Chase
- 1926 : Happy Days d'Arvid E. Gillstrom